# Brandon Brantley
Brandon McKinney Brantley (Gary, 5 ottobre 1973) è un ex cestista e allenatore di pallacanestro statunitense, professionista in Europa e Sudamerica.